# Голубой крест (всероссийское общество)
«Голубой крест» — всероссийское общество взаимопомощи пожарных, существовавшее в Российской империи.

## История
Мысль об обеспечении пожарных деятелей на случай несчастий с ними во время исполнения их тяжелой службы возникла сначала на пожарных съездах 1892 и 1896 гг. Инициативу осуществления этой мысли принял на себя совет Императорского российского пожарного общества, составивший особую комиссию для выработки устава учреждения взаимопомощи и изыскания средств и способов к проведению его в жизнь.
В 1897 году, были утверждены как устав, так и логотип «Общества Голубого Креста». Первое общее собрание членов общества состоялось 29 августа 1898 года.

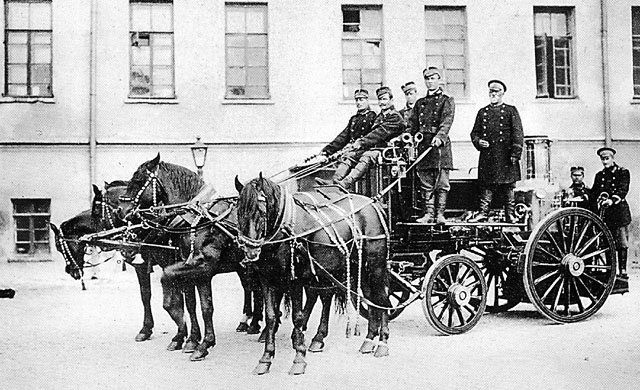
Пожарные Российской империи (Москва, 1900)

## Структура и экономика
Общество выдавало своим действительным членам:
1) определенное вознаграждение за несчастные случаи;
2) дополнительное вознаграждение из так называемого капитала обеспечения;
3) безвозвратные пособия при потере вполне или частью трудоспособности во время несения пожарной службы (правом на получение таких пособий пользовались также вдовы и сироты тех пожарных, смерть которых произошла во время несения ими пожарной службы).
Размер выплат был от 10 до 1000 рублей (в случае гибели или инвалидности огнеборца). Также оплачивались дни временной нетрудоспособности, от 10 копеек до одного рубля в сутки. 
Общество оказывало своим членам содействие по страхованию их в акционерных обществах в больших суммах, чем нормы обеспечения, установленные для общества «Голубого креста». Сравнительно с тарифом премий страховых акционерных обществ, премии «Голубого креста» были значительно ниже, а выгоды, приобретаемые участниками в обществе, значительно больше выгод, представляемых акционерным страхованием.
Капитал общества пополнялся за счет  пожертвований как пожарных, так и третьих лиц. 
В состав общества входили члены непременные, почётные, жертвователи, действительные и соревнователи. Почётными членами, жертвователями и соревнователями могли быть как лица обоего пола, так и всякого рода учреждения, а действительными членами — всякого рода пожарные команды, общества и дружины.
Управление обществом вверялось распорядительному комитету, главному управлению и общему собранию.
На 1 января 1905 года на обеспечении общества состояло 464 пожарных учреждения, с личным составом в 18 тысяч 886 человек, при взносе 24058 рублей. В течение 1904 года вознаграждения были выданы по 147 несчастным случаям, на сумму 9 тысяч 154 рубля. На 1 января 1905 года общество владело капиталами на сумму 57 тысяч 266 рубля (очень значительная по тем временам сумма).
После октябрьской революции 1917 года прекратила существование.